# Le Semeur de joujoux
Le Semeur de joujoux (De speelgoedzaaier en néerlandais) est le trentième album de bande dessinée de la série Bob et Bobette. Il porte le numéro 91 de la série actuelle.. Il a été écrit par Willy Vandersteen et publié dans De Standaard et Het Nieuwsblad du 15 mai 1954 au 24 septembre 1954.

## Synopsis
Lambique se fait approcher par deux inconnus dans la rue. Il ressemble comme deux gouttes d'eau au Roi Octave 1er de Bazaria. Ce dernier est malade et le peuple s'inquiète, Lambique est donc invité à le remplacer. Une tâche non sans peine à laquelle une ombre mystérieuse veut perturber. Lambique, Bob, Bobette, Sidonie et Jérôme seront-ils géré le pays de Bazaria comme il se doit ? Solidia, le royaume voisin, veut-il la guerre ? Ou tout ceci serait-il un complot ?

## Personnages
- Bob
- Bobette
- Lambique
- Sidonie
- Jérôme
- Le roi Octave 1er
- T.Aitus, premier ministre
- P.Histon, colonel de la garde
- L'ombre

## Lieux
- Belgique
- Pays fictif de Bazaria
- Pays fictif de Solidia

## Autour de l'album
- Dans le quiz télévisé, Lambique reçoit une question sur le marathon de l'année 490 av. J.-C., voir la bataille du Marathon.
- Jérôme a été redessiné pour la version couleur sortie en 1969.
- Une grande partie de l'intrigue est inspirée du film de 1937 Le prisonnier de Zenda .
- Au début de l'histoire (à la page 7) Jérôme revient de l'école du soir, où il apprend à lire. Auparavant, dans  Le roi du cirque, Jérôme ne savait pas encore lire.
- On y retrouve ici une dénonciation de la bombe atomique, jugée répugnante[2].